# Zwangere Guy
Zwangere Guy, pseudoniem van Gorik van Oudheusden (Ukkel, 10 mei 1988), is een Belgisch rapper en acteur.

## Levensloop
Van Oudheusden brak zijn schoolopleiding af op 14-jarige leeftijd en had daarna verschillende baantjes. Onder de naam "Omar G" rapt hij bij de hiphop-formatie Stikstof.
In 2016 bracht hij zijn eerste solo-singles uit. Zijn debuutalbum 'Zwangerschapsverlof Vol.3' verscheen een jaar later.
In 2017 trad Zwangere Guy met Stikstof op tijdens Pukkelpop, solo trad hij op tijdens het Dour Festival en Leffingeleuren.
Op 1 maart 2019 verscheen zijn album Wie is Guy?, dat uit 19 liedjes bestaat. Het album kwam meteen op de eerste plaats binnen in de Ultratop 200 albumlijst. De rapper stond vervolgens op verschillende festivals als Rock Werchter, Lokerse Feesten, Dranouter Festival, Dour, Lowlands en Down the Rabbit Hole.
9 maanden later, op 6 december 2019, volgde een tweede album, genaamd BRUTAAL, waarvan de eerste single Niemand uitkwam in november 2019.

## Discografie

### Albums
| Album                     | Verschijnen     | Label                   | Hitlijsten | Hitlijsten | Certificaties |
| Album                     | Verschijnen     | Label                   | BE (VL)    | WAL        | Certificaties |
| Album                     | Verschijnen     | Label                   | Piek       | Piek       | Certificaties |
| ------------------------- | --------------- | ----------------------- | ---------- | ---------- | ------------- |
| Zwangerschapsverlof Vol.3 | 14 april 2017   | Frontal                 | -          | -          |               |
| Wie is Guy?               | 1 maart 2019    | Universal Music Belgium | 1          | —          | Goud          |
| BRUTAAL                   | 6 december 2019 | Universal Music Belgium | 1          | 174        | Goud          |
| BRUTXXL                   | 30 oktober 2020 | Universal Music Belgium | 1          | 174        | Goud          |
| Pourriture Noble          | 3 november 2022 | TOP NOTCH MUSIC         | -          | -          |               |

### Singles
| Single                                    | Jaar | Album       | Hitlijsten | Hitlijsten     | Hitlijsten | Hitlijsten |
| Single                                    | Jaar | Album       | BE (VL)    | Vlaamse Top 50 | Urban 50   | BE (WA)    |
| Single                                    | Jaar | Album       | Piek       | Piek           | Piek       | Piek       |
| ----------------------------------------- | ---- | ----------- | ---------- | -------------- | ---------- | ---------- |
| "Bxl Finest" (ft. Paternoster)            | 2017 | —           | Tip        | 37             | 47         | —          |
| "Suave G" (ft. Le Motel)                  | 2017 | —           | Tip        | —              | —          | —          |
| "Gorik Pt.1"                              | 2018 | Wie is Guy? | 42         | 3              | 8          | —          |
| "R.A.F. (Rien à foutre)"                  | 2019 | Wie is Guy? | Tip        | 31             | 42         | —          |
| "Guy-Funk" (ft. Selah Sue & Darrell Cole) | 2019 | Wie is Guy? | 52         | —              | 4          | 88         |
| "Wie is Guy?"                             | 2019 | Wie is Guy? | Tip        | —              | 38         | —          |
| "Niemand"                                 | 2019 | Brutaal     | 43         | 4              | 10         | —          |
| "Brutaal" (ft. Blu Samu & Yseult)         | 2020 | Brutaal     | Tip        | —              | 40         | —          |
| "Rotjoch" (ft. Chuki Beats)               | 2020 | BRUTXXL     | 70         | 13             | 22         | —          |
| "Connect" (ft. Sticks)                    | 2020 | —           | Tip        | 23             | 32         | —          |
| "Hoelang nog" (ft. Ramzi)                 | 2020 | —           | Tip 44     | 28             | 44         | —          |
| "1 uit de 1000"                           | 2020 | BRUTXXL     | Tip 14     | 12             | 23         | —          |
| "Papa ZG"                                 | 2020 | BRUTXXL     | Tip        | —              | 50         | —          |
| "Kenny" (ft. Jan Paternoster)             | 2020 | BRUTXXL     | Tip 5      | 9              | 11         | —          |
| "Niet voor de views"                      | 2021 | —           | Tip        | —              | —          | —          |
| "Beter Leven"                             | 2023 | Wie is Guy? | 30         | —              | —          | —          |
| "Loin d'ici"                              | 2025 |             | 50         | 6              | —          | —          |

## Nominaties
| Jaar | Prijs                        | Categorie                  | Nominatie                 | Resultaat |
| ---- | ---------------------------- | -------------------------- | ------------------------- | --------- |
| 2017 | Music Industry Awards 2017   | Beste Urban                | Zwangere Guy              |           |
| 2017 | Red Bull Elektropedia Awards | Artist of the year         | Zwangere Guy              |           |
| 2017 | Red Bull Elektropedia Awards | Breakthrough artist        | Zwangere Guy              | Gewonnen  |
| 2017 | Red Bull Elektropedia Awards | Beste video                | Outfit van me daddy       |           |
| 2017 | Red Bull Elektropedia Awards | Beste album                | Zwangerschapsverlof Vol.3 |           |
| 2018 | Red Bull Elektropedia Awards | Beste Live Act             | Zwangere Guy              |           |
| 2019 | MTV Europe Music Awards      | Best Belgian Act           | Zwangere Guy              |           |
| 2019 | Weik van 't Brussels         | Brusseleir van’t joêr      | Zwangere Guy              | Gewonnen  |
| 2019 | Red Bull Elektropedia Awards | Artist of the year         | Zwangere Guy              | Gewonnen  |
| 2019 | Red Bull Elektropedia Awards | Beste live act             | Zwangere Guy              | Gewonnen  |
| 2019 | Red Bull Elektropedia Awards | Beste album                | Wie is Guy?               | Gewonnen  |
| 2019 | Red Bull Elektropedia Awards | Beste nummer               | Gorik Pt.1                | Gewonnen  |
| 2019 | Red Bull Elektropedia Awards | Beste video                | Gorik Pt.1                |           |
| 2019 | Music Industry Awards 2019   | Beste urban                | Zwangere Guy              |           |
| 2019 | Music Industry Awards 2019   | Beste live act             | Zwangere Guy              |           |
| 2019 | Music Industry Awards 2019   | Beste Nederlandstalige act | Zwangere Guy              |           |
| 2019 | Music Industry Awards 2019   | Beste auteur / componist   | Zwangere Guy              |           |
| 2019 | Music Industry Awards 2019   | Beste solo Man             | Zwangere Guy              |           |
| 2019 | Music Industry Awards 2019   | Beste album                | Wie is Guy?               |           |
| 2019 | Music Industry Awards 2019   | Beste video                | Gorik Pt.1                |           |
| 2020 | Red Bull Elektropedia Awards | Artist of the year         | Zwangere Guy              |           |
| 2020 | Red Bull Elektropedia Awards | Beste album                | BRUTAAL                   | Gewonnen  |
| 2020 | Red Bull Elektropedia Awards | Beste artwork              | BRUTAAL                   | Gewonnen  |
| 2020 | Red Bull Elektropedia Awards | Beste nummer               | BRUTAAL                   |           |
| 2020 | Red Bull Elektropedia Awards | Beste video                | Niemand                   |           |
| 2021 | Music Industry Awards 2021   | Beste solo man             | Zwangere Guy              |           |
| 2021 | Music Industry Awards 2021   | Beste hip-hop/rap          | Zwangere Guy              |           |
| 2021 | Music Industry Awards 2021   | Beste Nederlandstalige act | Zwangere Guy              |           |
| 2021 | Music Industry Awards 2021   | Beste auteur / componist   | Zwangere Guy              |           |
| 2021 | Music Industry Awards 2021   | Beste live act             | Zwangere Guy              |           |
| 2022 | Music Industry Awards 2022   | Beste hip-hop/rap          | Zwangere Guy              |           |